# ألتين (عملة)

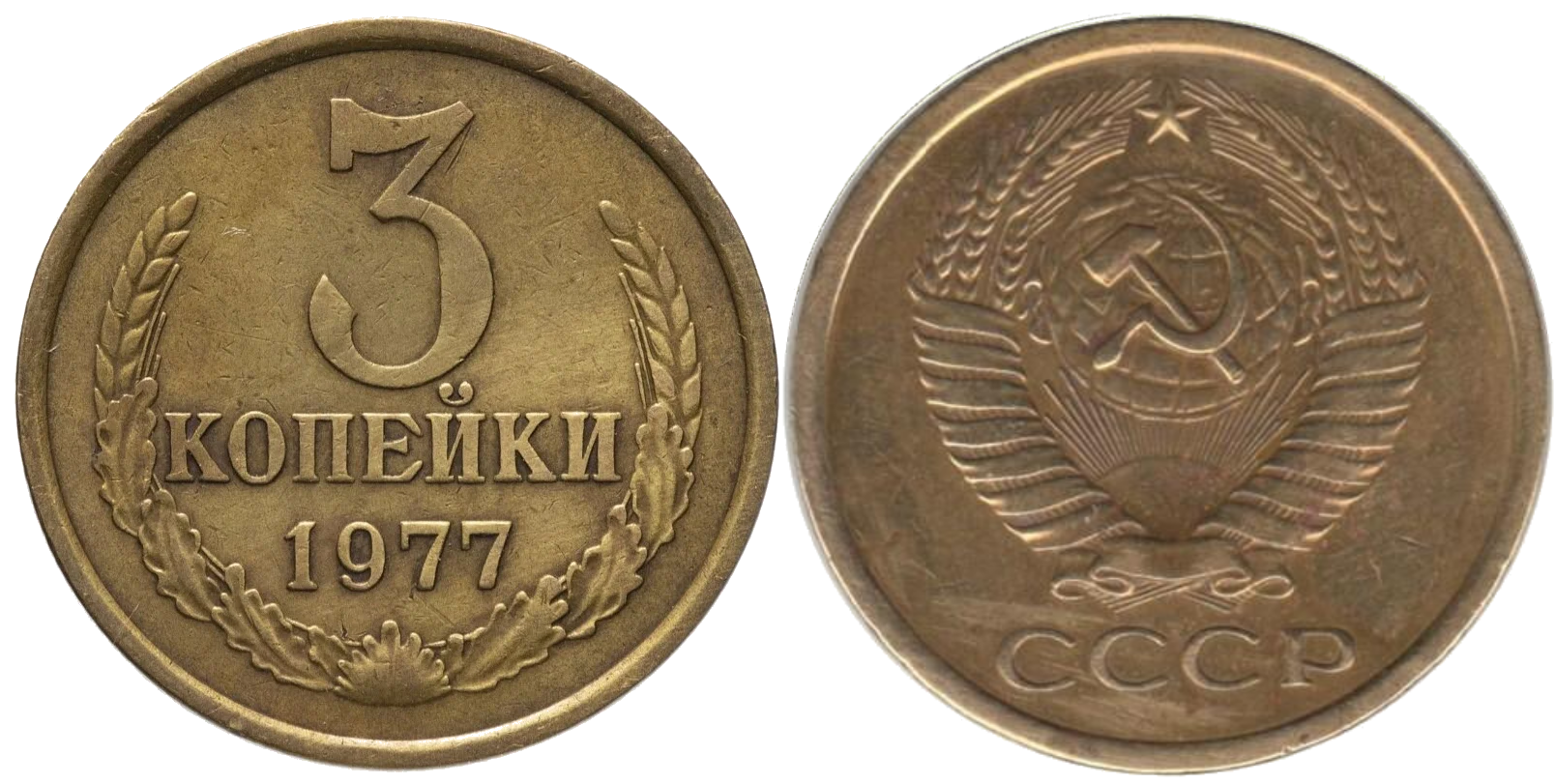
عملة كوبيك صُكت عام 1977 في الاتحاد السوفييتي.

ألتين ( بالروسية алты́н وأيضًا алты́нник altýnnik) هي عملة روسية تاريخية (رمزها:). يعني اسم العملة باللغة التتارية altın (алтын) "الذهب"  و تعني altı"ستة" إذ كانت تساوي 6 دنغاس ، أي ما يعادل ثلاثة كوبيك من الفضة أو النحاس، وهي عملة صغيرة القيمة،  أو ما يعادل 180-206 بولس نحاسي.
منذ القرن الخامس عشر، استُخدمت عملة ألتين في العديد من الإمارات الروسية كعملة أوراسية بين التجار الروس والآسيويين. سُكت العملة من عام 1654 في عهد ألكسيس الأول، وفي عهد بيتر الأول على شكل عملات فضية من عام 1704 إلى عام 1718. وأُعيد استخدامها لاحقًا في عهد نيكولاس الأول على شكل عملات نحاسية بقيمة ثلاثة روبل من عام 1839. بينما ضاع اسم ألتين في النهاية، استُخدمت عملات معدنية من فئة ثلاثة كوبيك في روسيا حتى عام 1991.
في العقد الأول من القرن الحادي والعشرين، صاغت اللجنة الاقتصادية الأوراسية المقترحات الأولى لإحياء عملة ألتين مرة أخرى بحلول عام 2025 كعملة مشتركة للاتحاد الاقتصادي الأوراسي، على الرغم من أن العقوبات الغربية ضد روسيا شجعت الكتلة على تسريع العملية لمدة 3-5 سنوات. ومع ذلك، اعتبارًا من عام 2023، لم تُطرح العملة بعد.

## المؤلفات الأدبية
- أوزدينيكوف ف. العملات الروسية (1700–1917): تجسيد ثلاثي. — م. : كتب جامعي؛ شركة آي بي ميديا، 2004.